# Орлов, Глеб Ильич
Глеб Ильич Орло́в (род. 15 мая 1969, Ялта, СССР) — российский кинорежиссёр, снявший историческую драму «Поддубный» и комедию-фарс «Наша Russia. Яйца судьбы».
Среди снятых в России в 2010 году 69 кинофильмов «Наша Russia: Яйца судьбы» имел наивысшие кассовые сборы — 22,2 млн долларов. Фильм «Поддубный» летом 2014 года был лидером проката сезона среди российских кинокартин. Фильмы демонстрировались на телеканалах ТНТ и Россия 1.
Известен также как рекламный режиссёр популярных российских и мировых брендов на протяжении более 10 лет, включая «Яндекс.Такси», «Билайн», KFC, Русское лото, MediaMarkt и прочие.
В 2017 году Орлов вошёл в число 20 самых коммерчески успешных режиссёров России по версии журнала «Forbes», заработав 14,38 млн долларов.

## Биография
Глеб Орлов родился 15 мая 1969 года в городе Ялта.
Вырос в Калининграде, где прожил до 1996 года. Мечтал стать режиссёром со школьных лет.
Окончил Балтийскую государственную академию, в то время называвшуюся Калининградским высшим инженерно-морским училищем, после чего начал работать на Калининградском телевидении, где вместе с будущим арт-директором кинотеатра «Заря» Артёмом Рыжковым выпускал передачу про авторское кино.
В 1996 году Орлов приехал в Москву. В предвыборную кампанию 1996 года снимал агитки для политических деятелей. Брался за разную работу — в частности, делал сюжеты для НТВ.
В 1998 году начал работать на MTV начальником отдела промоушена — занимался имиджем и оформлением канала.
С 2000 года Глеб Орлов стал снимать рекламу. Начинал с роликов о чипсах, прохладительных напитках и сотовых операторах.
С MTV Орлов ушёл в статусе креативного директора в 2004 году.
Далее Орлов снимал клипы в качестве востребованного рекламного режиссёра.
В 2005 год с друзьями образовал компанию «Оки-Доки».
С 2007 года Орлов начал работу над крупными проектами для кинематографа и телевидения.
Отмечалось также внешнее сходство Орлова с В. И. Лениным, благодаря чему он в 2012 году практически без грима снялся в роли вождя мирового пролетариата в фильме «Рассказы».
В 2017 году журнал «Forbes» включил Глеба Орлова в число 20 самых коммерчески успешных режиссёров России 2017 — заработав 14,38 млн долларов, он оказался на 18-й позиции.

## Режиссура
Оба фильма Орлова — «Поддубный» и «Наша Russia. Яйца судьбы» — стали заметными событиями на российском телевидении и в кинематографе, собрали высокие кассовые сборы, вызвали бурные, противоречивые отклики кинокритики.

### Комедия «Наша Russia. Яйца судьбы»
Фильм был окончен в 2009 году, премьера состоялась 21 января 2010 года. В 2010 году картина установила рекорд среди российских фильмов по кассовым сборам — 22,2 млн долларов. В том же году фильм показан на телеканале ТНТ. Фильм о приключениях гастарбайтеров из Центральной Азии, получивших от некоего олигарха заказ на сверхдорогой ремонт в Москве, вызвал полярные отзывы — от захватывающего головокружительного фарса до обвинений в ксенофобии и оскорблении человеческого достоинства. В Таджикистане показ фильма Орлова официально запрещён.

### Историческая драма «Поддубный»
«Если говорить о «Поддубном», то я большое удовольствие получил от работы с режиссёром Глебом Орловым. Это глубоко профессиональный человек. Мы долго обсуждали общую концепцию и, кажется, хорошо стали друг друга понимать».
Фильм закончен в конце 2012 года, однако прокат был отложен из-за ожиданий выгодной конъюнктуры на кинорынке. Премьера состоялась 4 июля 2014 года в кинотеатре «Формула Кино Сити». В рецензии InterMedia отмечалось, что эта «красивая и добротно сделанная лента, которую обязательно стоит увидеть». Фильм стал самой популярной российской премьерой лета 2014 года, отмечал «Коммерсантъ», уже к концу августа картину посмотрели более 1 млн зрителей; кассовые сборы составили 217 млн руб. В 2014 году фильм о богатыре Иване Поддубном был впервые показан в прайм-тайм на телеканале Россия 1 и вызвал в печатных и электронных СМИ поток рецензий — в диапазоне от восторженных до критических.
«Российская газета» связывает с личностью режиссёра Глеба Орлова особенности жанра картины — «экшн в строго рассчитанной пропорции перемежается лирикой», отмечает сходство с голливудской традицией, указывает, что в фильме соблюдены все каноны коммерческого зрительского кино и скучать в ходе просмотра не приходится. «Коммерсантъ» полагает, что к числу главных создателей фильма, наряду с режиссёром Глебом Орловым, сценаристом Юрием Коротковым и исполнителем главной роли Михаилом Пореченковым надо отнести и давно почившего советского драматурга Николая Погодина, написавшего сценарий к первой экранизации истории Поддубного «Борец и клоун» (1957). «Хорошее патриотическое кино снял режиссёр Глеб Орлов», полагает Gazeta.ru, отмечая, что голливудская структура кинофильма «не скрывает сильные стороны национального кинематографа — искренность, содержательность, пробивающийся сквозь любую трагедию жизнелюбивый юмор».

### Реклама и клипы
Более 10 лет Глеб Орлов является режиссёром рекламных кампаний многих популярных брендов.
Весной 2010 года Орлов был режиссёром рекламной кампании кондитерской компании «Конти», сняв телевизионный ролик «Подвиги Геракла», посвящённый шоколадным конфетам Esfero. Натурные съёмки режиссёра проходили в Италии, недалеко от Рима, в них принимали участие итальянские актёры.
Осенью 2018 года Орлов снял юмористический рекламный ролик, приуроченный ко дню рождения «Русского лото». Отмечалось, что под началом режиссёра действовала профессиональная команда, «которая хорошо понимает, что такое юмор и знает, как заставить зрителей улыбнуться».
Глеб Орлов выступал директором рекламной кампании бренда соковых напитков «Моя семья» после его ребрендинга, режиссёром рекламной кампании MediaMarkt с Сергеем Шнуровым, рекламной кампании телекоммуникационного оператора «Билайн», брендов «Яндекс.Такси», KFC и других.
Занимается режиссурой музыкальных клипов, предпочитает стиль панк.

## Личная жизнь и увлечения
Глеб Орлов женат на Елизавете Соломиной (род. 1984), младшей дочери народного артиста России Виталия Соломина. В этом браке родилось двое детей — Иван и Вера; ещё у Глеба есть старший сын Даниил.
Хобби Орлова — фотография, при себе у него всегда старая Leica, благодаря чему Глеб имеет возможность повседневно «ловить моменты, из которых состоит наша жизнь»

## Фильмография

### Актёр
- 2011 — Звёздный ворс — робот-продавец
- 2012 — Рассказы — Ленин

### Режиссёр
- 2010 — Наша Russia. Яйца судьбы
- 2014 — Поддубный
- 2022 — Либерея: Охотники за сокровищами
- 2022 — Происшествие в стране Мульти-Пульти
- 2023 — Ненормальный